# Kamigami no Asobi
Ludere Deorum (神 々 の 悪 戯?, Kamigami no asobi) (dal latino "Gioco degli Dei") è una visual novel della casa Broccoli pubblicata il 24 ottobre 2013 per PlayStation Portable. Un adattamento anime è stato trasmesso da aprile a giugno 2014. Un secondo gioco, In Finite Ludere Deorum (FIN 々 の 悪 戯 IN FINITE?, Kagami no Asobi InFinite) ("L'ultimo gioco degli Dei"), è stato pubblicato nell'aprile 2016.

## Trama
Yui Kusanagi è la figlia di una famiglia che risiede in un santuario shintoista. Tornata a casa, scopre nel magazzino una spada misteriosa, che la trasporta in un altro mondo dove incontra il dio greco Zeus, il quale la invita a frequentare una scuola creata da lui stesso. Zeus intende insegnare il significato dell'amore ai vari giovani esseri divini che frequenteranno la scuola, nel tentativo di rafforzare il legame indebolito tra gli umani e gli dei.

## Personaggi
Yui Kusanagi (草薙 結衣?, Kusanagi Yui)
Doppiata da: Saori Hayami
La protagonista della serie. Yui è una ragazza normale del liceo che si avvicina alla laurea e sta iniziando a preoccuparsi per il suo futuro. È un po' più tradizionale della maggior parte delle altre ragazze a causa della sua educazione in un santuario. Yui pratica regolarmente la scherma in cui è piuttosto brava. Viene scelta da Zeus per frequentare una scuola per degli dei che si sono allontanati dagli umani, divenendo responsabile del loro insegnamento sull'essere umano e sull'amore. Yui è una ragazza laboriosa e concentrata quando si tratta di insegnare agli dei sulla vita umana attuale e fa del suo meglio per educarli. È molto persuasiva, disinteressata e premurosa, in grado di legarsi bene con loro.
Apollon Agana Belea (アポロン・アガナ・ベレア?, Aporon Agana Berea)
Doppiato da: Miyu Irino
Il dio greco del sole e il figlio di Zeus. È l'unico personaggio che chiama Yui "Fata" in quanto la ragazza le assomiglia, a cui si sente molto legato e protettivo. Appare e si comporta come un nobile, è un tipo spensierato e chiama gli altri dei con strani soprannomi come Bal-Bal per Balder e Dee-Dee per Dionysus. Gli piace essere motivato da cose diverse ed è un leader carismatico, a dimostrazione del fatto che è stato eletto presidente del consiglio studentesco. È molto allegro, ma a volte può essere considerato troppo entusiasta e tende a dire le cose due volte, indipendentemente dalla situazione. Sebbene sembri allegro e luminoso in realtà si sente molto solo e cerca di fare amicizia ovunque vada. Alla fine, si innamora di Yui.
Hades Aidoneus (ハデス・アイドネウス?, Hadesu Aidoneusu)
Doppiato da: Daisuke Ono
Il dio greco dell'oltretomba, fratello di Zeus e zio di Apollo. È una persona tranquilla che però prende le distanze dagli altri. Il motivo di questo suo comportamento è una maledizione generata dal rancore delle anime dei morti che ha preso forma sul suo corpo, cosa che genera un'aura di sfortuna a tutti coloro che lo circondano e che lo ha portato a rimanere nel mondo sotterraneo lontano da ogni contatto. Nonostante possa sembrare freddo, Hades dimostra di possedere un cuore tenero; infatti si scopre che gli piacciono le cose dolci.
Tsukito Totsuka (戸塚 月人?, Totsuka Tsukito)
Doppiato da: Yuto Uemura
Il dio giapponese della luna Tsukuyomi e fratello maggiore di Takeru. È silenzioso e talvolta fin troppo schietto. Prende sempre appunti su ciò che Yui dice riguardo agli umani. Viene assegnato da Thoth come responsabile disciplinare. Tsukito sembra carino, ma non sembra essere interessato a nulla e mostra raramente delle espressioni, tuttavia è responsabile e rispettoso. Sebbene sia una persona poco socievole, in qualche modo viene sempre coinvolto nelle idee di Apollon. Vede l'idea della scuola solo come un'altra attività e cerca di eseguirla senza coinvolgersi emotivamente. Gli piace molto guardare la luna, essendone il dio. Come i suoi fratelli, Tsukito nacque da Izanagi mentre si purificava dai resti dello Yomi nelle acque di un fiume. Non si sa nulla su di lui, tranne che riesce a placare la furia del fratello Takeru e che a un certo punto ha ricevuto un coniglio magico come familiare di nome Usamaro.
Takeru Totsuka (戸塚 尊?, Totsuka Takeru)
Doppiato da: Toshiyuki Toyonaga
Il dio giapponese del mare Susanoo. Dal carattere scontroso e sfacciato, spesso litiga senza accorgersene. Chiama Yui "erbaccia" (雑草), tuttavia le si affeziona e diventa protettivo nei suoi confronti dopo aver scoperto di avere interessi comuni, come la corsa o la scherma. Adora il fratello maggiore Tsukito, ma ha una relazione difficile con Akira. Sorprendentemente, può diventare emotivo piuttosto facilmente. Non va molto d'accordo con nessuno tranne che con Tsukito e Hades (che ammira perché è il dio degli inferi). Si vanta di essere bravo con la spada ed è molto abile in questo, e per calmarsi gli piace fare passeggiate sulla spiaggia. Takeru trova gli animali carini, e talvolta gioca con il familiare di Tsukito, Usamaro. A causa del suo carattere un tempo venne esiliato perché si pensava che aveva ucciso una dea; in realtà, però, Takeru la amava in modo materno e tentò (fallendo) di salvarla mentre stava per cadere accidentalmente da una scogliera.
Balder Hringhorni (バルドル・フリングホルニ?, Barudoru Furinguhoruni)
Doppiato da: Hiroshi Kamiya
Il dio norreno della luce, amico d'infanzia di Thor e Loki. Balder è un dio allegro che attrae ogni persona a causa del suo bell'aspetto e adora molto la carne, tanto che la mangia ad ogni pasto. Non può essere ferito da niente in quanto sua madre Frigg ha fatto un patto con tutti gli esseri sulla terra per non fargli del male; anche quando c'è la pioggia appare una barriera che lo protegge da essa. L'unica cosa che potrebbe ferirlo è il vischio, in quanto era troppo giovane per poter prestare giuramento alla dea, ed eventualmente anche sé stesso. Nutre dei sentimenti speciali per Yui e diventandone molto possessivo, cominciandole a chiedere di mangiare con lui tutte le sere e diventando geloso di chiunque (anche di Loki) trascorri del tempo con lei. Ci sono diversi casi in cui esprime pensieri ostili e crudeli su coloro che danno o ricevono affetto da Yui.
Loki Laevatein (ロキ・レーヴァテイン?, Roki Rēvatein)
Doppiato da Yoshimasa Hosoya
il dio norreno del fuoco, molto legato a Balder e Thor. A causa del suo essere molto dispettoso, la gente lo ha evitato quando era giovane. È stato l'ultimo a sapere che Yui è un'umana che rappresenta l'umanità. La chiama "gattina" e la odia quando la vede passare del tempo con Balder, ma più tardi si addolcisce quando scopre che lei vuole davvero essere sua amica. È un burlone nato, bravo nel fabbricare armi e ha una tasca piena di caramelle e scherzi. È pigro con la maggior parte delle cose ma fa di tutto per ciò che trova interessante. È una persona con un comportamento senza precedenti e imprevedibile e provoca scorrettezze con un sorriso spietato, ed è un genio nel creare problemi ovunque, anche in una scuola, oltre a essere il tipo di persona che vuole sempre sapere qualcosa, anche dei problemi degli altri. Loki era noto per essere un piantagrane ad Ásgarðr, così tanti hanno cominciato a evitarlo e a odiarlo. Balder è stato l'unico a fare amicizia con lui nonostante tutti i suoi problemi, quindi Loki vede Balder come un prezioso amico, con cui guardava l'aurora insieme a Thor.
Thor Megingjard ( トール・メギンギョルズ?, Tōru Megingyoruzu)
Doppiato da: Noriaki Sugiyama
Il dio norreno del tuono. Thor è un personaggio silenzioso e stoico che dice poche parole. Eppure è molto perspicace nei confronti delle persone che lo circondano ed è la voce della ragione dietro i suoi due amici Balder e Loki, verso cui si prende molta cura.
Dionysus Thyrsos (ディオニュソス・テュルソス?, Dionyusosu Tyurusosu)
Doppiato da: Hirofumi Nojima
Il dio greco del vino e del divertimento, fratello di Apollon e nipote di Hades. Dionysus è un ragazzo affascinante con una personalità spensierata, anche se non gli piace sentirsi dire cosa fare e sembra sapere molto sulle questioni dell'amore. Si dice che sia cordiale ma anche un  po' pazzo. A volte viene visto apprezzare il vino.
Thoth Caduceus (トト・カドゥケウス?, Toto Kadukeusu)
Doppiato da: Toshiyuki Morikawa
Il dio egizio della saggezza. È responsabile della leadership nonché tutor della scuola, ed è il tipo di individuo che esercita molta pressione sui suoi studenti. Ama il grano fino al punto da averne per tre pasti al giorno e passa la maggior parte del suo tempo in biblioteca. Thoth ha la capacità di leggere molto velocemente, divorando quante più informazioni dai libri che ha letto. Molto orgoglioso e fiducioso, non prende consulenze se non è dell'umore giusto. Dal momento che conosce tutto nell'universo, non può essere messo in discussione. Sembra molto interessato all'aspetto dell'umanità e chiede a Yui del significato di queste domande.
Zeus Keraunos ( ゼウス・ケラウノス?, Zeusu Keraunosu)
Doppiato da: Hōchū Ōtsuka, Daisuke Sakaguchi (bambino)
Il dio greco del cielo e del fulmine e il sovrano del Monte Olimpo. Zeus è un uomo molto esigente che ottiene ciò che vuole con il suo potere e le sue parole. Sebbene sembri vigoroso e tirannico, tiene a mente il futuro dell'umanità e degli dei. È anche in grado di cambiare forma, prendendo l'aspetto di una sua versione infantile.
Anubis Ma'at (アヌビス・マアト?, Anubisu Maato)
Doppiato da: Yūki Kaji
Il dio egizio della morte. Invece della normale uniforme scolastica, Anubis indossa una tuta attillata che espone il diaframma e indossa il blazer della scuola, una cintura a righe intorno alla vita e sandali da gladiatore, e inoltre presenta orecchie, coda e artigli di sciacallo. Anubis è una divinità timida che raramente appare in pubblico e si nasconde sempre nell'ombra. Nonostante la sua timidezza, ha un lato curioso. Parla parole uniche che solo Thoth può capire. Dapprima si fida solo di Thoth, ma in seguito si apre a tutti gli altri. Gli piace frequentare molto gli animali, perché si sente più vicino a loro. Di solito passa il suo tempo ad esplorare fuori o stare in biblioteca con Thoth.
Melissa (メリッサ?, Merissa)
Doppiato da: Tomokazu Seki
Una bambola creata da Zeus per prendersi cura di Yui mentre è nella scuola. È una bambola di pezza gialla e bianca con dei punti intorno alla bocca, al collo e agli arti. Il suo occhio destro è rosa e il suo occhio sinistro è verde e ha tre segni in mezzo alla fronte. Anche la sua testa è legata come un sacco con un nastro verde con un bottone rosa. Melissa è una bambola divertente e rilassante, ma si comporta seriamente quando ce n'è bisogno ed è molto responsabile. Ha un modo gentile ed è apprezzabile verso le persone, in particolare per Yui. Nel secondo gioco gli viene data una forma umana con capelli biondi a coda di cavallo, un occhio verde e un occhio rosso.
Akira Totsuka (戸塚 陽?, Totsuka Akira)
Doppiato da: Yūya Uchida
Il dio giapponese del sole, fratello maggiore di Tsukito e Takeru. Ha un aspetto femminile, con lunghi capelli bianchi con sfumature blu. È severo con Tsukito ma gentile con Takeru, tuttavia a Takeru non piace il modo in cui tratta Tsukito. Si dice che sia già interessato agli affari degli umani.

## Anime
Un adattamento anime, prodotto da Brain's Base e diretto da Tomoyuki Kawamura, è andato in onda dal 5 aprile al 21 giugno 2014. Le sigle di apertura e chiusura sono rispettivamente TILL THE END e REASON FOR..., entrambe interpretate dai doppiatori di Apollon, Hades, Tsukito, Takeru, Balder e Loki.
| Nº | Titolo italiano Giapponese 「Kanji」 - Rōmaji                                             | In onda        | In onda |
| Nº | Titolo italiano Giapponese 「Kanji」 - Rōmaji                                             | Giapponese     |         |
| 1  | L'accademia proibita 「禁じられたアカデミー」 - Kinji rareta akademī                      | 5 aprile 2014  |         |
| 2  | Bellissimi ceppi 「美しい足かせ」 - Utsukushī ashikase                                    | 12 aprile 2014 |         |
| 3  | Il conflitto della brezza marina 「シーブリーズの紛争」 - Shīburīzu no funsō              | 19 aprile 2014 |         |
| 4  | La maledizione di Hades 「Hadesの呪い」 - Hades no noroi                                  | 26 aprile 2014 |         |
| 5  | Il cuore imperdonabile 「許されない心」 - Yurusarenai kokoro                              | 3 maggio 2014  |         |
| 6  | I sentimenti della luna piena 「月光の感情」 - Gekkō no kanjō                             | 10 maggio 2014 |         |
| 7  | Promessa delle lande congelate 「冷凍廃棄物の約束」 - Reitō haiki-mono no yakusoku        | 17 maggio 2014 |         |
| 8  | La solitudine della luce 「光の孤独」 - Hikari no kodoku                                  | 24 maggio 2014 |         |
| 9  | Prigione oscura dei fiori sparsi 「散った花の暗い刑務所」 - Chitta hana no kurai keimusho | 31 maggio 2014 |         |
| 10 | Bello ed effimero 「ラブリーとエフェメラル」 - Raburī to efemeraru                        | 7 giugno 2014  |         |
| 11 | Catene del fato 「運命の連鎖」 - Unmei no rensa                                           | 14 giugno 2014 |         |
| 12 | Separazione eterna 「永遠の分離」 - Eien no bunri                                         | 21 giugno 2014 |         |